# Metsimotlhabe
Metsimotlhabe è un villaggio del Botswana situato nel distretto di Kweneng, sottodistretto di Kweneng East. Il villaggio, secondo il censimento del 2011, conta 8.884 abitanti.

## Località
Nel territorio del villaggio sono presenti le seguenti 3 località:
- Diphiring di 111 abitanti,
- Monageng di 186 abitanti,
- Mosusu di 89 abitanti